# Wilhelm Freund (musiker)
Wilhelm Alexander Freund, född 24 juli 1892 i Koblenz, död 7 juli 1964 i Taormina, var en tysk-svensk dirigent.
Wilhelm Freund var son till statssekreteraren Friedrich Theodor Werner Walther Freund. Han utbildade sig vid Klindworth-Scharwenka-Konservatorium i Berlin till dirigent och var från 1912 anställd vid operascener i Dessau, Dresden, Rostock, Berlin och Hamburg. Han var även en framstående musikpedagog och kammarmusikalisk pianist och sedan han 1933 förbjudits att dirigera i Tyskland blev han hänvisad till sådan verksamhet. 1948 kom han till Sverige och blev 1952 lärare vid operaklassen vid Kungliga Musikaliska Akademien. Från 1964 var han anställd vid Kungliga Teatern. Wilhelm Freund blev svensk medborgare 1956.
1965 inrättades en fond till förmån för lovande ackompanjatörer med Freunds namn.